# ゼンハーモニック音楽

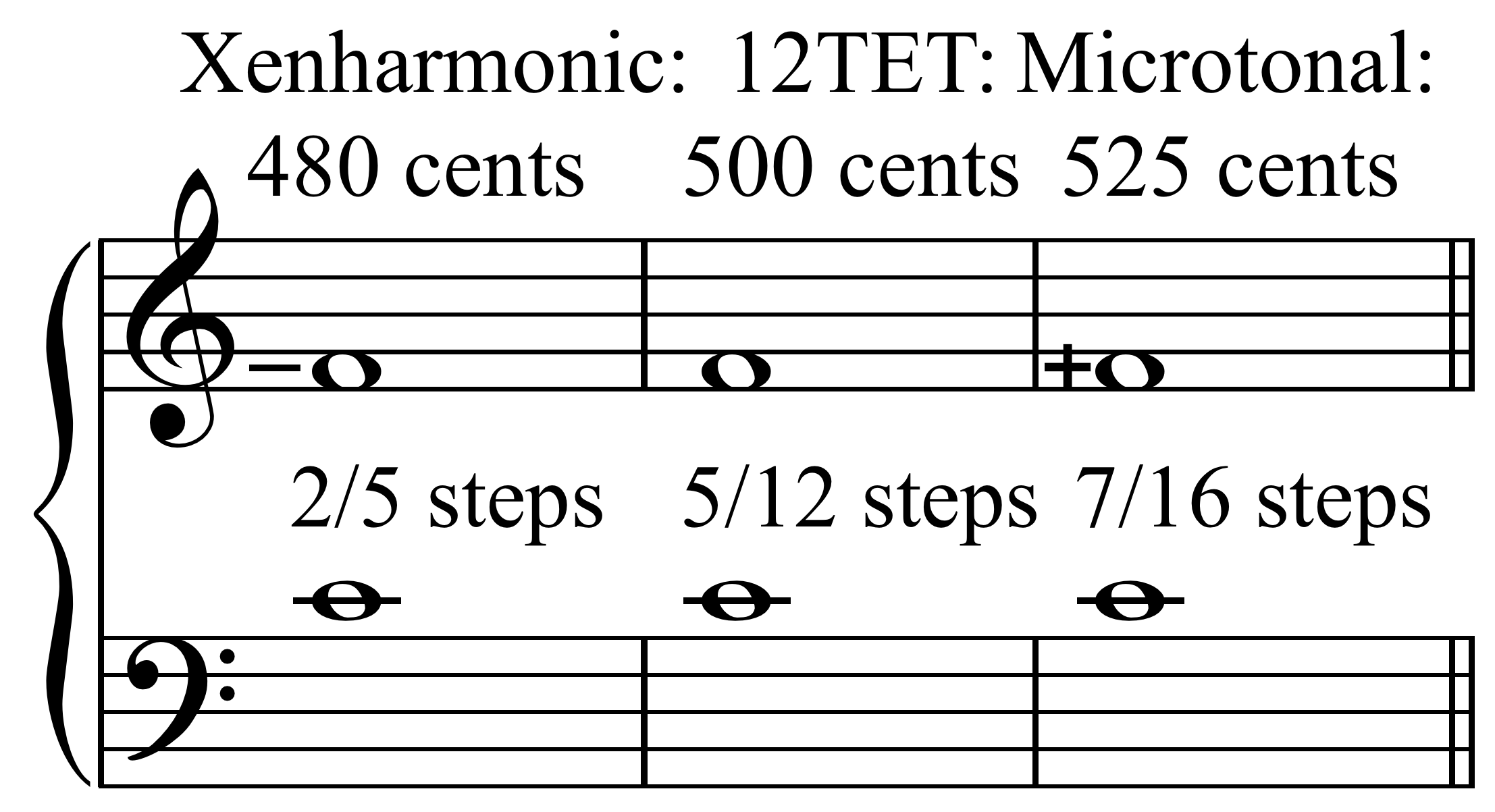
「ゼンハーモニック」は12平均律の半音より大きな音程（>100¢）を含み、微分音（Microtonal）は12平均律の半音より小さな音程（<100¢）のみを表す。

ゼンハーモニック音楽（英: Xenharmonic music）とは、12平均律とは異なる調律システムを使用する音楽の総称である。ギリシア語で「外国」「異種」の意を持つXeno（ギリシア語: ξένος）を語源とし、アイヴァー・ダレッグによって命名された。彼は「純正音程や5、7、11平均律などの音律、さらにはそれ以上の音数を持つ実に微分音的なシステムを可能な限り含めることを意図している」と述べた。このため、通常ゼンハーモニックは微分音（マイクロトーン）よりも広義の概念として扱われる。
ジョン・チャルマーズは著書である『Divisions of Tetrachord』において、「この定義は逆説的に、12平均律で演奏してもその同一性が大きく損なわれない音楽は、真の意味で微分音楽的ではない (not microtonal) ということを意味する」と自著に書いている。このようにゼンハーモニック音楽は音程や平均律の使用形態と同様に、見なれない音程、和音、音色の使用によって12音音楽と区別されることがある。
チャルマーズ以外の理論家はゼンハーモニックとそれ以外の分類は主観的なものであると考えていた。エドワード・フートは『6 degrees of tonality』の曲目解説の中で、キルンベルガーやデモーガンなどの音楽家が使用する調律に対する反応の違いについて、「衝撃的なもの」から「すぐに気づかないほど微妙なもの」まであるとし、「20世紀の耳にとって、調律は新しい領域である。初めて聴く人は転調の際にハーモニーの『色』が変わるのを聴いて衝撃を受けるかもしれないし、微妙すぎてすぐには気づかないかもしれない」と記している。

## 全音階との関連性
12音階の一般的な規律を守りながらゼンハーモニック的な特徴を有している音楽も少なからず存在する。たとえば、『The Structure of Recognizable Diatonic Tunings』（1985年）の著者であるイースリー・ブラックウッドは12音から24音までの多くの平均律でエチュード（練習曲）を書いている。これらのエチュードは12音音楽とのつながりや類似点、またさまざまなゼンハーモニック的特徴を内包し、『電子音楽メディアのための12の微分音エチュード』に収録されている。
彼は自身の制作した16音エチュードについてこう述べている:
この調律は4つの減七和音（dim7）が絡み合った組み合わせとして考えるのが最善だ。12音階は3つの減七和音の組み合わせと考えることができるので、この2つの調律に共通する要素があることは明らかである。この2つの調律における和声において最も明白な違いは、16音階の三和音は認識こそできるものの、カデンツにおいて終止に使われる和音として機能するにはあまりにも不協和音であるということだ。しかし、変化したサブドミナントとドミナントの和声の連続によって調を確立することは可能であり、このエチュードは主にこの性質に基づいている。採用されている基本的な子音和声は、短三和音に短七度を加えたものである。
またダレッグは、「私は12平均律のように聞こえないものすべてを指すために”Xenharmonic"という言葉を考案した」とも述べた。

## 調律や楽器、作曲家
先述の通り、12平均律以外の音階や調律を使った音楽はその全てがゼンハーモニックに分類される。これには他の平均律のほか、純正律に基づいた音階も含まれる。物理的な物体（棒や柱、プレート、円盤、球体、岩など）の引き起こす音の倍音列 やインハーモニシティに由来する調律などは時として、ゼンハーモニックの探求の基礎となる。ウィリアム・コルヴィグはルー・ハリソンと合同で、チューブロングと呼ばれる独自のチューニングに基づいた楽器を開発した。
でたらめに選択された音集合によるゼンハーモニック音階での電子音楽の作曲が最初に探求されたのはアルバム『Radionics Radio: An Album of Musical Radionic Thought Frequencies』である: イギリスの作曲家ダニエル・ウィルソンが、1940年代後半にオックスフォードのデ・ラ・ワー研究所で使用されていたラジオニクスに基づくウェブアプリケーション のユーザーから投稿された周波数を用いて作曲を行なった。エレイン・ウォーカーは新型の鍵盤を開発し、その鍵盤でゼンハーモニック音楽を作曲する電子音楽家である。このほか、ゼンハーモニックに特化した楽器としてカイトギターと呼ばれる特殊な41平均律ギターのブランドが存在する。
また、The Apples in Stereoのロバート・シュナイダーは"非ピタゴラス音律”と呼称される対数関数によって作成された音律を作成し使用した。アニー・ゴスフィールドの”わざと調律を外した”音楽や、体系的ではない音律を使用するエロディ・ローテン、ウェンディ・カルロス、アイヴァー・ダレッグ、パウル・エリッチらの音楽も場合によってはゼンハーモニックに分類される。
坂本龍一の「ライオット・イン・ラゴス」においても31平均律が使用されており、これも当該音律のゼンハーモニックな特徴を前面に押し出した楽曲となっている。

### MOSスケール

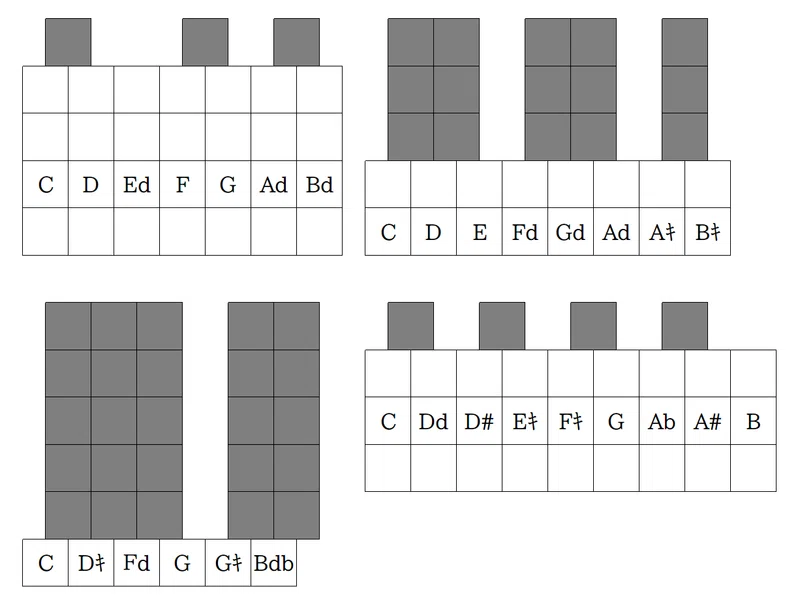
31平均律で成立するMOSスケールの代表例。(左上)3L 4s mosh (右上) 5L 3s oneirotonic (左下) 5L 1s machinoid (右下) 4L 5s gramitonic

MOS（Moment of Symmetry）スケールは1975年にアーヴ・ウィルソンによって提案された音階を体系的に作成するシステムであり、主に12以外の任意の平均律の上で調性を成り立たせるために利用される。より具体的には、特定の平均律の中でオクターブを無視して特定の音程（"ジェネレーター"と呼称される）を堆積することで五度圏に類似する系列を作成し、その一部を切り取った上でソートし単独の音階とみなすことで生まれる。
生成された音階は内包される全音と半音の数と比率、すなわち"L", "s"及び"L/s"という3つの数値を使って表される。（12平均律における例: 全音階は5L 2s (L/s=2:1)、ヨナ抜き音階は2L 3s (L/s=3:2)。）なお、全音と半音のみで成り立たない音階や、五度圏の亜種のサブセットとして表せない音階はMOSには含まれない。L, sの数値を変更した場合は異なるMOSスケールとして扱われるが、L/sが異なる場合はあくまで「同じ音階の異なるチューニング」ともみなすことができるため、この性質を利用して全音階やヨナ抜き音階の概念を複数の音律に拡張することもできる。
MOSスケールはその定義の単純さと有用さ、そしてその多様性（n音のMOSスケールはn-1種類存在する）からゼンハーモニック音楽に極めて多用される傾向にある。また、ごく一部のMOSスケールは伝統的な音階との深い類似性を有することで知られている（例を挙げるならガムランのペロッグ音階は2L 5s antidiatonicとして、スレンドロ音階はL/s比の極端に高い5L 1s machinoidとしてそれぞれ厳密に表すことができるほか、4L 3s smitonicはトルコの民族音楽における長調を近似する）。これらのMOSスケールはXenharmonic Wikiのサブプロジェクトとして存在する"TAMNAMS"によって命名され、実用化を目的とする性質の調査が積極的に行われている。

### 純正音程との関連性

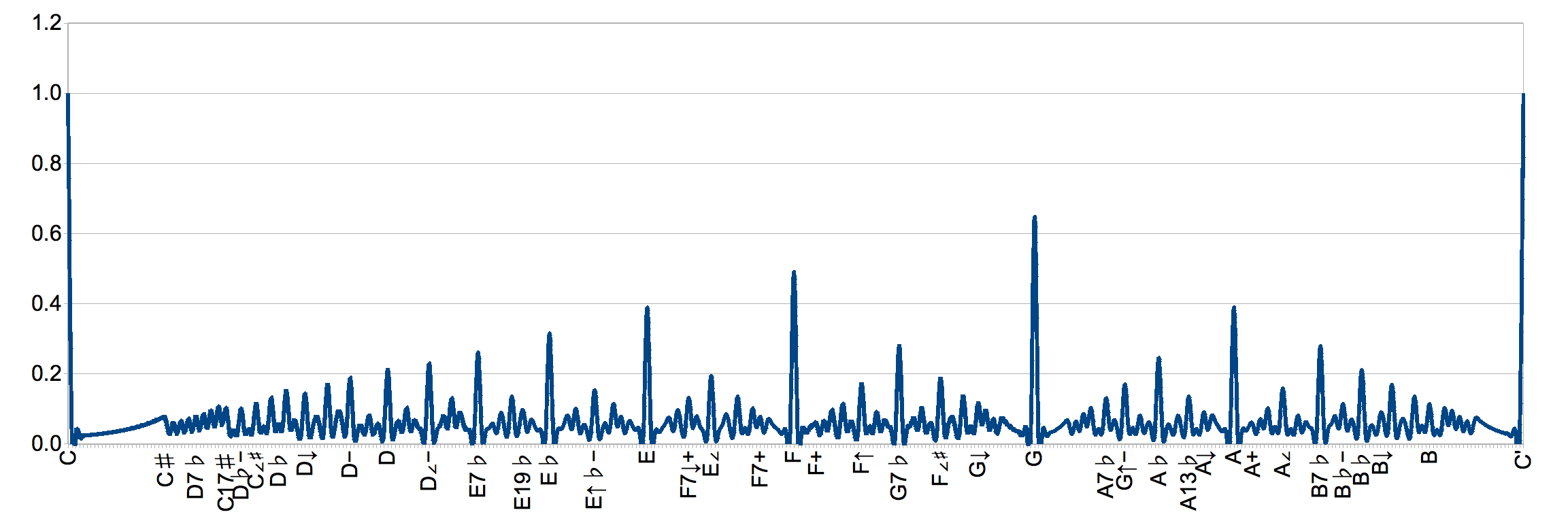
初期の最も短略的な定義（ファレイ数列。左記）により算出されたハーモニック・エントロピー。

低解像度向けに簡略化されたハーモニック・エントロピー。

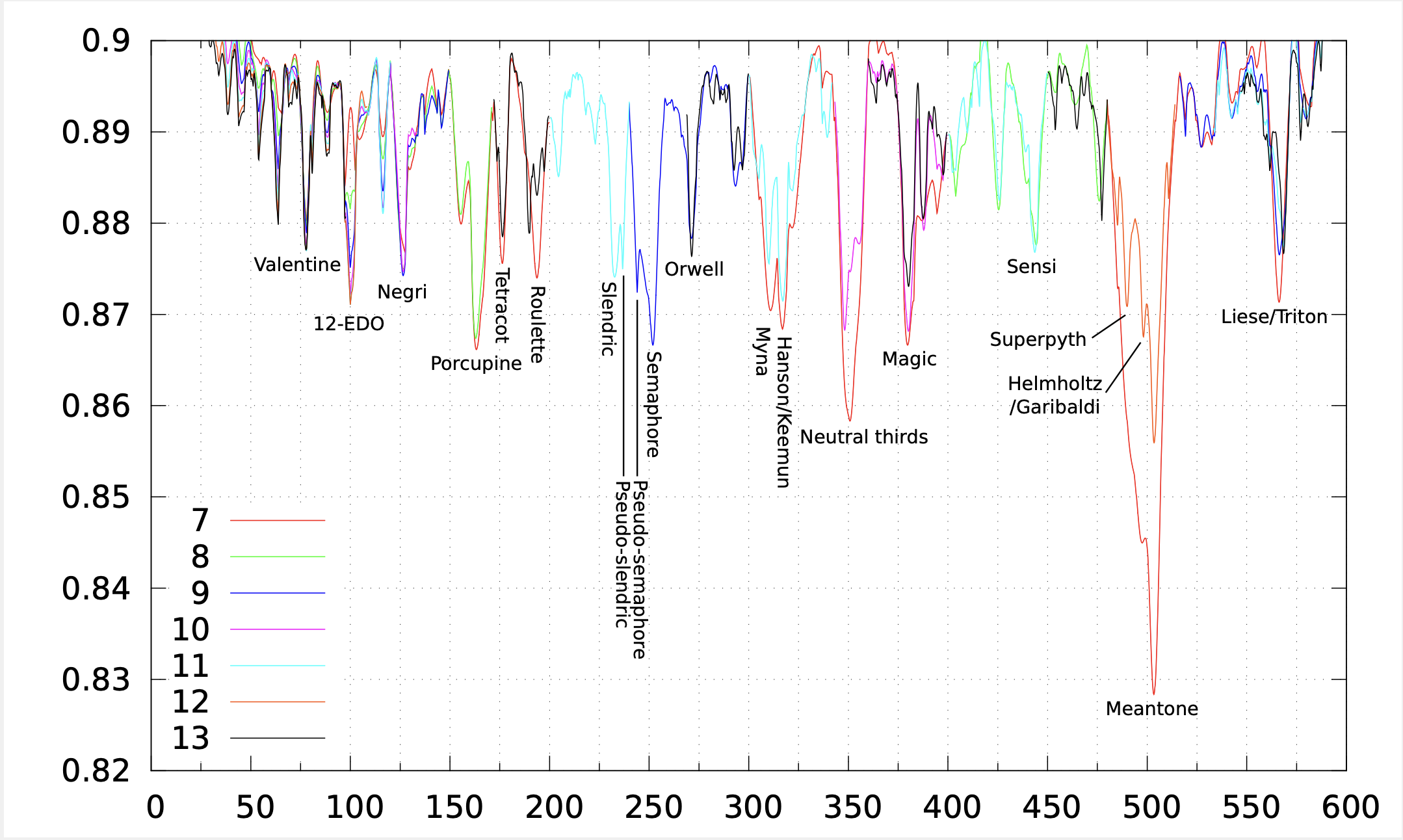
任意のジェネレーターによるMOSスケール及びレギュラーテンペラメントにおける、各音程のハーモニック・エントロピーの平均値。

ゼンハーモニックの文脈においても、純正音程は極めて重要な概念である。特定の純正音程を堆積した結果を別の純正音程と無理矢理でもみなすことで調律を行うレギュラーテンペラメントという概念が存在する。パウル・エリッチは任意の音程がどれほど協和するかを判定する目的で、ハーモニック・エントロピーと呼称される指標を考案した。これは音程を純正比で近似した場合の複雑さ、即ち情報量を数値化したものであり、この単位を利用することで、MOSスケールを始めとする各音律が最も協和するチューニングを数理的に探し当てることができる。
以下にファレイ数列を利用した最も単純なハーモニック・エントロピーの定義を示す。ただし{\textstyle N}と{\displaystyle s}は固有の定数、{\textstyle H(x)}はヘヴィサイドの階段関数とする。
{\displaystyle he(x)=\sum _{a=1}^{N}\sum _{b=1}^{N-a}{\frac {e^{-s(\log _{2}(x)-\log _{2}({\frac {a}{b}}))^{2}}H(1-\gcd(a,b))}{a+b}}}
しかしながら、高さ関数の種類や許容する誤差の大小、集計にどのヘルダー平均を利用するかなどの差異からハーモニック・エントロピーには複数の定義が存在する。それらの定義の中どれが最も人間の感覚に近いのかは未だ結論づけられていない。そのため、現時点ではその簡略性から、概ね全てのケースでウィリアム・サタレスによるシャノンエントロピーに基づいた定義が使用される。
一方、2024年2月、米プリンストン大学及び英ケンブリッジ大学の研究者らにより、「純正音程への正確な近似が人間の主観における音程の協和に必ずしも必須ではなく、むしろ多少の濁りを有する和音の方が快適である」という学説がネイチャー誌に掲載された。この研究結果は志願した約4000人の被験者に様々な和音を聴かせ、数値での快適さの評価を求め、そしてその和音をより心地よくするために周波数を画面上のスライダーで動かしてもらうという一連の実験の結果得られたものである。
また前後して2022年2月には、「線形スケールの周波数同士の階差の比が純正音程に近ければ、例え周波数の比自体が純正音程でなくとも和音は比較的協和する」という旨を主張する記事が匿名の著者によりXenharmonic Wikiに掲載された。当該記事ではこのような和音を総括してDR（Delta-rational）コードと呼称し、MOSスケールとの親和性の高さ、純正和音との対称性などが主張されている。

## ソフトウェア
実際にゼンハーモニック音楽を作曲する際に使用可能な、DAWやVSTプラグインなどの楽曲制作ソフトウェアは極めて限られる。このうち代表的な実例は以下の通りである。
- Ableton Live
- BABYLON
- CSound
- Entonal Studio
- EP-MK1
- FluidSynth
- FL Studio[21]
- FM8
- forbidden-music
- KONTAKT 6
- Microsynth
- Microtonal Poly Worms
- MICROTONE 5000
- Mus2（英語版）
- OpenMusic
- Online 19-edo keyboard

- Pure Data
- Scala (音楽ソフトウェア)
- Scale Workshop
- Surge
- Terpstra Keyboard
- TiMidity++
- Vital
- Wilsonic
- Xenpaper

また、以下のソフトウェアはそもそも作曲への利用自体想定されていないものの、その万能性から極めて優秀なゼンハーモニック作曲支援ソフトウェアとしても機能することで知られる。
- Desmos

- Scratch (プログラミング言語)
- Wolfarm Alpha